# Jon Favreau
Jonathan Kolia Favreau (New York, 19 oktober 1966) is een Amerikaans acteur, stemacteur, regisseur, producent en scenarioschrijver.
Jon Favreau studeerde drie jaar aan Queens College. Na zijn studie werkte hij enige tijd op Wall Street. In 1988 besloot hij naar Chicago te gaan om als stand-upcomedian zijn geld te verdienen. Daar sloot hij zich aan bij de comediegroep ImprovOlympic, waar ook Chris Farley en Mike Myers toe behoorden.
Zijn eerste grote filmrol kreeg hij in de film Rudy. Na de opnamen van PCU (1994) ging Favreau naar Los Angeles, waar hij het script voor Swingers schreef. De in 1996 uitgebrachte film leverde hem en regisseur Doug Liman de Florida Film Critics Circle Award op als beste nieuwkomer. Hij speelde ook mee in enkele afleveringen van de succesvolle serie Friends.
Na rollen in onder meer Deep Impact, Very Bad Things en Daredevil, legde Favreau zich vervolgens op regisseerwerk toe. Zijn doorbraak als regisseur kwam met de stripboekverfilming Iron Man.
In 2009 leende hij zijn stem voor de Disneyfilm G-Force en had hij een bijrol in I Love You, Man.
In 2023 kreeg Favreau een ster op de Hollywood Walk of Fame.

## Filmografie

### Als regisseur
- Made (2001)
- Undeclared (2002)
- Elf (2003)
- Zathura: A Space Adventure (2005)
- In Case of Emergency (2007)
- Iron Man (2008)
- Iron Man 2 (2010)
- Cowboys & Aliens (2011)
- Revolution (2012)
- The Office (2013)
- About a Boy (2014)
- Chef (2014)
- The Jungle Book (2016)
- The Orville (2017)
- Young Sheldon (2017)
- The Lion King (2019)
- The Chef Show (2019-2020)
- The Mandalorian (2020)

### Als acteur
- Folks! (1992), als taxichauffeur
- Hoffa (1992), als Extra
- Rudy (1993), als D-Bob
- PCU (1994), als Gutter
- Seinfeld (1994), als Eric the Clown
- Mrs. Parker and the Vicious Circle (1994), als Elmer Rice
- Chicago Hope (1994), als Dr. Tim Carney
- Speechless (1994), als Debate Control Room Operator
- Batman Forever (1995), als assistent
- The Larry Sanders Show (1995), als Jon
- Notes from Underground (1995), als Zerkov
- Swingers (1996), als Mike Peters
- Jusy Your Luck (1996), als Straker
- Persons Unknown (1996), als Terry
- Tracey Takes On... (1996-1997), als Douglas Lund
- Friends (1997), als Pete Becker
- Dogtown (1997), als Ezra Good
- Deep Impact (1998), als Dr. Gus Partenza
- Very Bad Things (1998), als Kyle Fisher
- Hercules (1999), als Jealousy (stem)
- Rocky Marciano (1999), als Rocky Marciano
- Rocket Power (1999), als Dick Shakley (stem)
- Love & Sex (2000), Adam Levy
- Dilbert (2000), als Holden Callfielder (stem)
- The Sopranos (2000), als zichzelf
- The Replacements (2000), als Daniel "Danny" Bateman
- Buzz Lightyear of Star Command (2000), als Crumford Lorax (stem)
- Made (2001), als Bobby Ricigliano
- The Legend of Tarzan (2001), als One Punch Mulligan (stem)
- Family Guy (2002), als Host of KISS Forum (stem)
- Rugrats (2002), als Mack Granite (stem)
- Daredevil (2003), als Franklin "Foggy" Nelson
- The Big Empty (2003), als John Person
- Elf (2003), als dokter Ben en als Mr. Narwhal
- The Big Empty (2003), als John Person
- Something's Gotta Give (2003), als Leo
- The King of Queens (2004), als Sean McGee
- Wimbledon (2004), als Ron Roth
- My Name Is Earl (2006), als Mr. Patrick
- Monk (2006), als Dr. Oliver Bloom
- The Break-Up (2006), als Johnny O
- Open Season (2006), als Reilly (stem)
- Iron Man (2008), als Happy Hogan
- Four Christmases (2008), als Denver McVie
- Robot Chicken (2009), als Zeus / Race Announcer (stem)
- I Love You, Man (2009), als Barry
- G-Force (2009), als Hurley de cavia (stem)
- Couples Retreat (2009), als Joey
- Iron Man 2 (2010), als Happy Hogan
- Star Wars: The Clone Wars (2010-2013), als Pre Vizsla (stem)
- Zookeeper (2011), als Jerome the Bear (stem)
- John Carter (2012), als Thark Bookie
- People Like Us (2012), als Richards
- Identity Thief (2013), als Harold Cornish
- Iron Man 3 (2013), als Happy Hogan
- The Wolf of Wall Street (2013), als Manny Riskin
- Chef (2014), als Carl Casper
- Entourage (2015), als zichzelf
- The Jungle Book, als Pygmy Hog
- Term Life (2016), als Jimmy Lincoln
- Spider-Man: Homecoming (2017), Happy Hogan
- Solo: A Star Wars Story (2018), als Rio Durant
- Avengers: Endgame (2019), als Happy Hogan
- Spider-Man: Far From Home (2019), als Happy Hogan
- The Mandalorian (2019-2023), als Paz Vizsla (stem)
- What If...? (2021-2023), als Happy Hogan / The Freak en Sir Harold "The Happy" Hogan / The Freak (stem)
- Spider-Man: No Way Home (2021), als Happy Hogan
- The Book of Boba Fett (2022), als Paz Vizsla (stem)
- Deadpool & Wolverine (2024), als Happy Hogan

### Als schrijver
- Swingers (1996)
- Made (2001)
- The First $20 Million Is Always the Hardest (2002)
- Couples Retreat (2009)
- Chef (2014)
- The Mandalorian (2019-2023)
- The Book of Boba Fett (2021-2022)

### Als producent
- Swingers (1996)
- Made (2001)
- Dinner for Five (2001-2005)
- The Big Empty (2003)
- Hooligans (2005)
- In Case of Emergency (2007)
- Iron Man (2008)
- Iron Man 2 (2010)
- Cowboys & Aliens (2011)
- The Avengers (2012)
- Revolution (2012-2014)
- Iron Man 3 (2013)
- Chef (2014)
- About a Boy (2014)
- Avengers: Age of Ultron (2015)
- The Jungle Book (2016)
- The Shannara Chronicles (2016-2017)
- The Orville (2017)
- Young Sheldon (2017)
- Avengers: Infinity War (2018)
- Avengers: Endgame (2019)
- The Chef Show (2019)
- The Lion King (2019)
- The Mandalorian (2019-2023)
- Alien Xmas (2020)
- Disney Gallery: Star Wars: The Mandalorian (2020-2021)
- The Book of Boba Fett (2021-2022)
- Disney Gallery: Star Wars: The Book of Boba Fett (2022)
- Prehistoric Planet (2022-2023)
- Ahsoka (2023)
- Star Wars: Skeleton Crew (2024-2025)